# Richard Diawara
Richard Diawara Matingou (* 21. April 1995) ist ein malischer Leichtathlet französischer Herkunft, der sich auf den Hürdenlauf spezialisiert hat und seit März 2022 für Mali startberechtigt ist.

## Sportliche Laufbahn
Erste internationale Erfahrungen sammelte Richard Diawara im Jahr 2022, als er bei den Hallenweltmeisterschaften in Belgrad für Mali im 60-Meter-Hürdenlauf mit 7,98 s in der ersten Runde ausschied. Im Juli startete er dank einer Wildcard bei den Weltmeisterschaften in Eugene und kam dort über 110 m Hürden mit 14,35 s nicht über die Vorrunde hinaus. Im Jahr darauf gewann er bei den Spielen der Frankophonie in Kinshasa in 13,69 s die Bronzemedaille hinter dem Senegalesen Louis François Mendy und Badamassi Saguirou aus Niger. Anschließend schied er bei den Weltmeisterschaften in Budapest mit 13,68 s in der ersten Runde aus. 2024 schied er bei den Hallenweltmeisterschaften in Glasgow mit 7,89 s im Semifinale über 60 m Hürden aus und verpasste dann im Juni bei den Afrikameisterschaften in Douala mit 14,19 s den Finaleinzug. Im Jahr darauf schied er bei den Hallenweltmeisterschaften in Nanjing mit 7,79 s erneut im Halbfinale über 60 m Hürden aus.

## Persönliche Bestleistungen
- 110 m Hürden: 13,68 s (+0,5 m/s), 20. August 2023 in Budapest
  - 60 m Hürden (Halle): 7,78 s, 4. Februar 2023 in Val-de-Reuil